# 周宜瑩
周宜瑩（？年—）為前臺灣女子籃球運動員，場上位置為中鋒，就讀基隆三中時是田徑隊成員，讀高中時加入亞東女籃，自亞東工專畢業後進入台電女籃，於1975年退休以及與陳代民結婚，1976年加盟華僑日報女籃。